# گروه گریمالدی
گروه گریمالدی (انگلیسی: Grimaldi Group) شرکت ترابری دریایی ایتالیایی است، که در سال ۱۹۴۷ تأسیس شد.